# Borownica (województwo lubelskie)
Borownica – wieś w Polsce położona w województwie lubelskim, w powiecie janowskim, w gminie Janów Lubelski.

## Krótki opis
Wieś położona jest przy drodze krajowej nr 19 i 74, wchodzi w skład sołectwa Borownica, Kopce, Borownica-Laski. W latach 1975–1998 miejscowość administracyjnie należała do województwa tarnobrzeskiego. Według Narodowego Spisu Powszechnego (III 2011 r.) liczyła 147 mieszkańców i była dziesiątą co do wielkości miejscowością gminy Janów Lubelski.

## Części wsi
| SIMC    | Nazwa | Rodzaj    |
| ------- | ----- | --------- |
| 0794537 | Laski | część wsi |

## Historia
Wieś powstała w lasach na gruntach należących do Janowa w I połowie XIX wieku. Wcześniej istniały na tym obszarze pasieki: Borownica i Zaliniec. Co najmniej od 1834 roku istniała tutaj osada Ignacego Lipskiego, sukiennika janowskiego, zwana Borownica, w skład której wchodziły dom mieszkalny, zabudowania gospodarcze, staw, młyn wodny, folusz, olejarnia, farbiarnia, ogród oraz pasieka (51 uli). Na początku XX wieku powstał w Borownicy tartak, a wokół niego osada zamieszkana w dużej części przez Żydów. Przed 1914 roku powstały części Momoty-Miazga i Grupka. W 1921 roku osada tartaczna (wraz z leśniczówką) liczyła 4 domy i 74 mieszkańców (w tym 39 Żydów).

W okresie międzywojennym nastąpił rozwój przestrzenny przedmieścia.
W 1941 roku Niemcy aresztowali 12 mieszkańców Borownicy. Zostali oni straceni w Lublinie. W 1943 roku Niemcy zniszczyli tartak. 
1 stycznia 1973 roku Borownica została wyłączona z terenu miasta Janów Lubelskiego.